# 山田家住宅 (犬山市)
山田家住宅（やまだけじゅうたく）は、愛知県犬山市犬山東古券776にある町屋。主屋が登録有形文化財。建物内で山田五平餅店が営業している。

## 歴史
1891年（明治24年）の濃尾地震後、箪笥商の主屋として建てられた。
当主はもともと毎日新聞の記者をしていたが、退職後の2004年（平成16年）に山田五平餅店を開店させた。屋根には大黒天が据えられている。

## 建築
- 主屋
  - 木造2階建、切妻造、平入、桟瓦葺[1]。建築面積120平方メートル[1]。間口5間、奥行6間[1]。北に4室が四間取（田の字型）に配されており、南側に土間がある[1]。
  - 明治時代竣工[1]。2004年（平成16年）7月23日、登録有形文化財に登録された[1]。